# 冒起宗
冒起宗（1590年—1654年），字宗起，號嵩少，直隸如皋 (今江苏）人，明末政治人物，同進士出身。

## 生平
崇祯元年（1628年）登戊辰科进士，獲授行人司行人。崇禎五年（1634年）選為南京吏部考功司主事，升郎中。崇禎七年（1634年）出为山东兗西佥事。連遭父母喪。崇禎十二年（1639年）調廣東嶺西兵備，不久調湖廣衡永參議。崇禎十四年（1641年）張獻忠據襄陽。冒起宗调襄陽監軍，再調湖广寶慶副使，拂衣歸里。後因嶺西兵備任內舊事牽連降級。崇禎十七年（1644年）起為山東副使，督漕江上。不久乞休卒。

## 家庭
有子冒襄（正室馬氏出）、冒褒、冒裔（側室劉氏出）。

## 著作
著有《拙存堂經質》二卷、《拙存堂史括》三卷”、《春秋繁露直解》四卷等。

## 軼事
冒起宗自幼誠心誦讀《太上感應篇》。萬曆四十六年（1618年）進入考場參加鄉試，感覺昏昏的就像做夢一樣，覺得有神人幫助作文。得領鄉薦名額，但次年會試沒有考中。回家後，發願為感應篇添註解。考慮到貪淫好色，很損陰德，所以在「見他色美」一條，列舉了很多報應事例。當時協助抄寫的是南昌羅憲嶽。天啟元年（1621年）羅憲嶽考入縣學生。崇禎元年（1628年）正月，羅憲嶽夢見三位神仙，當中是白髮黃衣老翁，左右各站一位紫衣少年。老翁拿出一本冊子對左邊少年說：「爾讀之。」左邊少年朗誦了好一會兒。羅憲嶽聽出所讀的是冒起宗「見他色美」的全部註解。讀完了，老翁說：「該中。」隨後叫右邊少年詠一首詩，少年詠道：「貪將折桂廣寒宮，須信三千色是空，看破世間迷眼相，榜花一到滿城紅。」羅憲嶽醒後詳細記下夢中事，寄給冒起宗的兒子冒襄，並對他說：「尊公應捷南宮矣。但榜花二字難解。」等到放榜時，冒起宗果然考中。後來冒起宗在陳宗九書房的藏書中，發現《類書》中有「榜花」二字的註解：“唐禮部放榜。姓僻者號榜花。”冒姓就屬於這種生僻之姓。

## 外部連結
- 明清易代與祖先畫像--從《冒起宗肖像》談起 - 澳門藝術博物館 （页面存档备份，存于）